# 植物新品種保護国際同盟
植物新品種保護国際同盟（しょくぶつしんひんしゅほごこくさいどうめい、英：International Union for the Protection of New Varieties of Plants、仏：Union internationale pour la protection des obtentions végétales、略称：UPOV）は、植物の新品種の保護に関する国際条約に基づき設立された国際機関である。本部はスイスのジュネーヴにあり、庁舎を世界知的所有権機関（WIPO）と共用している。また、UPOVの事務局長も、WIPOの事務局長が兼任している。